# 日本国防協会
公益財団法人日本国防協会（にほんこくぼうきょうかい）は、1970年3月に元海軍省軍務局長の衆議院議員保科善四郎(自由民主党国防部会初代会長)の働き掛けにより設立された公益法人。設立には大蔵大臣福田赳夫(後に内閣総理大臣)・経団連会長植村甲午郎の協力を仰いだ。法改正に伴って、2010年7月に財団法人日本国防協会から現在の名称になった。元防衛省所管。

## 概要
- 東京都新宿区住吉町10-8　第一菊池ビル302
- 会長：中谷元（防衛大臣）
- 理事長：岡部俊哉（元陸上幕僚長）
- 活動理念

美しい日本を愛し、日本国に誇りを持ち、自らの国は自らの手で守る日本人としての気概を持とう。
このため、内外の国防に対する政治、経済、社会等の情勢を明らかにし、わが国の防衛のあり方を探究するとともに国防思想の普及に努め、わが国の平和と独立の維持に寄与することを目的に活動する。
- 事業概要
  - 国防思想の普及啓発
    - 国防問題講演会の開催
    - 機関誌「日本の國防」の発刊
    - 基地施設等研修・見学
    - 慰霊碑の参拝
    - 相談窓口業務
    - 調査研究事業
    - 関係団体等の交流事業
    - 広報業務

  - カレンダー及び日章旗バッジの販売

## 歴代会長
- 保科善四郎：1970年3月 - 1991年12月（元海軍中将・元海軍省軍務局長・衆議院議員）
- 長谷川峻：1992年2月 - 1992年10月（元労働大臣・元運輸大臣・衆議院議員）
- 伊藤宗一郎：1993年3月 - 2001年9月（元防衛庁長官・衆議院議長（当時））
- 岡部文雄：2002年6月 - 2007年3月（元海上幕僚長・財団法人水交会副会長）
- 中谷元：2007年3月 - （元防衛庁長官・衆議院議員・第5代会長及び公益財団法人初代会長）

## 歴代理事長
- 保科善四郎：1970年3月 - 1991年12月（元海軍中将）
- 平野晃：1992年2月 - 2002年6月（元航空幕僚長）
- 石田潔：2002年6月 - 2007年3月（元陸将・富士学校長）
- 平岡裕治：2007年3月 - 2012年6月（元航空幕僚長・第4代理事長及び公益財団法人初代理事長）
- 森勉：2012年6月 - 2018年6月（元陸上幕僚長・公益財団法人第2代理事長）
- 赤星慶治：2018年6月 - 2022年6月（元海上幕僚長・公益財団法人第3代理事長）
- 岡部俊哉：2022年6月 - （元陸上幕僚長・公益財団法人第4代理事長）